# Aleurodiscus australiensis
Aleurodiscus australiensis är en svampart som beskrevs av Wakef. 1918. Aleurodiscus australiensis ingår i släktet Aleurodiscus och familjen Stereaceae.   Inga underarter finns listade i Catalogue of Life.